# Mokhtar Benhari
Mokhtar Benhari (né le 22 mai 1974 à Oujda au Maroc) est un athlète français, spécialiste des courses de fond et du cross-country. 
Il se distingue lors des Championnats d'Europe de cross-country en remportant, au titre du classement par équipes, la médaille d'or en 2004, 2005, 2010 et 2011, la médaille d'argent en 2008 et la médaille de bronze en 2007.
En 2006, à Antalya en Turquie, il s'adjuge la médaille d'or de la coupe d'Europe du 10 000 mètres.
Sur le plan national, il remporte le titre de champion de France du 5 000 m en 2004 et celui de champion de France de cross en 2008.